# 웰링턴섬
웰링턴섬(Wellington Island)은 칠레 남서부 파타고니아의 얼음벌에 있는 섬이다. 넓이 5,556 km2로 칠레에서 세 번째로 큰 섬이다. 행정구역상으로는 마가야네스이데라안타르티카칠레나주에 속한다. 섬 전체가 레오나르도 오 히긴스 국립공원의 일부로 지정되어 있다. 해안선은 피오르가 발달되어 있어 굴곡이 복잡하다. 대륙과의 사이에 메시에 해협이 있고, 메시에 해협 쪽에 섬의 중심지인 푸에르토 에덴이라는 작은 항구 마을이 있다.
이 마을은 이스터섬과 칠레의 남극기지 등과 더불어 칠레에서 인간이 거주하는 가장 고립되고 외진 곳으로, 인구는 약 250명 가량이다. 이곳에 '알라칼루프' 또는 '카웨스카르'라고 불리는 20세기까지 유목 및 어업으로 생계를 꾸려가던 선주민족이 살고 있었는데, 오늘날에는 매우 적은 수만이 남아 있으며, 2006년의 조사에 따르면 순혈 알라칼루프는 15명 정도밖에 되지 않는다.